# اکالیپتوس غربی
اکالیپتوس غربی (نام علمی: Eucalyptus occidentalis) نام یک گونه از سرده اوکالیپتوس است.